# Roberto Calara Mallari

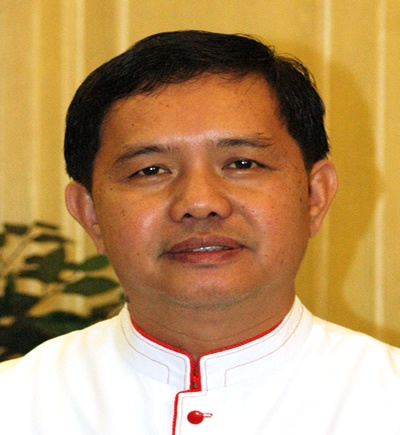
Roberto Calara Mallari, 2013

Roberto Calara Mallari (* 27. März 1958 in Masantol, Pampanga) ist ein philippinischer Geistlicher und römisch-katholischer Bischof von Tarlac.

## Leben
Roberto Calara Mallari wurde am 15. März 1982 durch den Weihbischof in Manila, Gaudencio Rosales, zum Diakon geweiht. Er empfing am 27. November 1982 durch den Erzbischof von San Fernando, Oscar V. Cruz, das Sakrament der Priesterweihe für das Erzbistum San Fernando.
Am 14. Januar 2006 ernannte ihn Papst Benedikt XVI. zum Titularbischof von Erdonia und bestellte ihn zum Weihbischof in San Fernando. Der Erzbischof von Cebu, Ricardo Kardinal Vidal, spendete ihm am 27. März desselben Jahres die Bischofsweihe; Mitkonsekratoren waren der Bischof von Cubao, Honesto Ongtioco, und der Bischof von Balanga, Socrates Buenaventura Villegas. Papst Benedikt XVI. ernannte ihn am 15. Mai 2012 zum Bischof von San Jose.
Am 29. Dezember 2024 bestellte ihn Papst Franziskus zum Bischof von Tarlac. Die Amtseinführung erfolgte am 27. März 2025.